# Kyle MacLachlan
Kyle Merritt MacLachlan (n. 22 februarie 1959) este un actor american, câștigător al  Globului de Aur.
Este un absolvent al Universității din Washington care s-a mutat la Hollywood, California, pentru a urma o carieră de film la scurt timp după absolvire, în 1982. Este cunoscut în special pentru personajele Jeffrey Beaumont din filmul-cult Catifeaua albastră, Paul Atreides din Dune, precum și pentru interpretarea agentului special Dale Cooper în serialul de televiziune Twin Peaks.

## Carieră
MacLachlan a lucrat în special cu regizorul David Lynch. A apărut inițial în adaptarea romanului Dune  de Frank Herbert în 1984, ulterior jucând rolul personajului Jeffrey Beaumont în Catifeaua albastră (1986). A interpretat rolul principal, cel al agentului FBI Dale Cooper, în serialul televizat Twin Peaks, produs de ABC și regizat de David Lynch, precum și în prequel-ul serialului respectiv, întitulat Twin Peaks: Fire Walk with Me (Twin Peaks - ultimele șapte zile din viața Laurei Palmer), care a fost lansat în 1992. 
Lynch a comentat aceste roluri, menționând următoarele despre MacLachlan: "Kyle joacă oameni inocenți care sunt interesați de misterele vieții. E acea persoană în care ai suficientă încredere ca să pătrunzi cu el într-o lume necunoscută."
În filmul The Trial (Procesul), adaptare după romanul omonim a  lui Franz Kafka, lansat în 1993, MacLachlan a avut rolul principal, cel al personajului Josef K. 
În 1995, MacLachlan a interpretat rolul principal în filmul lui Paul Verhoeven Showgirls (Showgirls: Seducție în Las Vegas). Filmul a fost făcut praf de critici  și a câștigat șase premii  Zmeura de Aur (deținând totodată și recordul de 13 nominalizări la acest anti-premiu). Însuși MacLachlan a fost profund jenat de implicarea sa în filmul respectiv. Deși se afirmă că chiar ar fi plecat de la premiera filmului, însuși actorul contrazice aceste declarații, comentând că ar fi „suportat cu stoicism cele două ore ale premierei”.

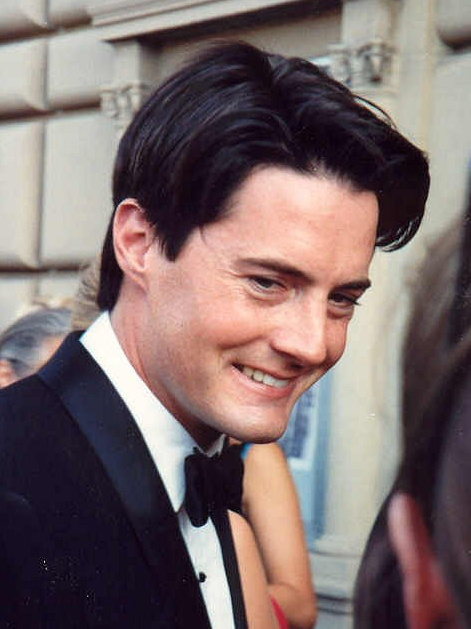
MacLachlan în 1991 la decernarea premiilor Emmy

În ultimii ani, MacLachlan continuă să joace personaje întunecate sau ambigue din punct de vedere moral. Astfel, este cunoscut ca Trey MacDougall, soțul Charlottei York (Kristin Davis) din serialul televizat Sex and the City (Totul despre sex). În prezent, în serialul Desperate Housewives (Neveste disperate), îl interpretează pe misteriosul dentist Orson Hodge.

## Viață personală
MacLachlan s-a născut în Yakima, Washington. Are doi frați mai mici - Craig și Kent, care trăiesc în Pacific Northwest. Kyle MacLachlan a absolvit  Liceul Eisenhower. 
Actorul trăiește în Manhattan cu soția sa, Desiree Gruber, și fiul lor, Callum Lyon MacLachlan, născut pe 25 iulie, 2008, în Los Angeles.
Cuplul are doi câini (un Jack Russell terrier și un Yorkshire terrier), creând chiar și un site Web dedicat acestor câini, precum și o miniserie despre ei, care se bucură de popularitate pe YouTube.
În trecut,  MacLachlan a avut relații de lungă durată cu partenerele sale de film (Laura Dern, Lara Flynn Boyle și Heather Graham) – toate implicate în proiecte regizate de David Lynch. Totodată, a avut și o relație de șase ani cu fostul supermodel, Linda Evangelista.

## Filmografie selectivă
- 1984: Dune
- 1986: Blue Velvet (Catifeaua albastră)
- 1987: The Hidden (Ascunzătoarea)
- 1990: Don't tell her it's me (Academia de donjuani)
- 1990- 1991: Twin Peaks, serial TV
- 1991: The Doors (Doors)
- 1991: Tales from the Crypt (Aventuri în Casa Morții) , serial TV
- 1992: Where the Day Takes You (O nouă zi)
- 1992: Twin Peaks: Fire Walk with Me (Twin Peaks - ultimele șapte zile din viața Laurei Palmer)
- 1993: The Trial (Procesul)
- 1993: Rich in Love (Bogați în iubire)
- 1994: The Flintstones (Familia Flintstones)
- 1994: Against the Wall
- 1994: Roswell
- 1995: Showgirls (Showgirls: Seducție în Las Vegas)
- 1996: Moonshine Highway
- 1996: Windsor Protocol
- 1996: The Trigger Effect (Efect de recul)
- 1996: Mad Dog Time (Proscrișii)
- 1997: One Night Stand (Aventură de o noapte)
- 1998: Thunder Point
- 2000: XChange
- 2000: The Spring (Izvorul)
- 2000: Hamlet
- 2000: Timecode
- 2000 - 2002: Sex and the City (Totul despre sex)
- 2001: Me Without You (Viața fără tine)
- 2002: Miranda
- 2003: Northfork
- 2004: Touch of Pink (Un strop de roz)
- Bibliotecarul: Comoara din spatele cărților (2004)
- 2004: Law & Order: Special Victims Unit (Lege și ordine: Brigada specială)
- Insula misterioasă (2005)
- 2006: In justice (Justiție)
- 2006: Free Jimmy (Eliberați-l pe Jimmy)
- 2006 - prezent: Desperate Housewives (Neveste disperate)
- 2008: Justice League: The New Frontier (Liga dreptății: Noua frontieră)